# 마이클 호킨스
마이클 호킨스(Michael Hawkins, 1935년 8월 12일 ~ )는 미국의 배우, 텔레비전 배우이다.
할렘에서 태어났다.

## 영화
- 크라운 코트 (1972년)
- 토처 가든 (1967년)
- 코로네이션 스트리트 (1960년)
- 배스커빌가의 개 (1959년)